# Campionato dei Paesi Bassi di pallamano maschile
Il campionato dei Paesi Bassi di pallamano maschile è l'insieme dei tornei istituiti ed organizzati dalla Nederlands Handbal Verbond, la federazione dei Paesi Bassi di pallamano.

La prima stagione si disputò nel 1953; dall'origine a tutto il 2025 si sono tenute 72 edizioni del torneo.

La squadra che vanta il maggior numero di campionati vinti è il Sittardia Sittard con 18 titoli (l'ultimo nel 1999); l'attuale squadra campione in carica è l'Aalsmeer.

## Organizzazione del campionato

### Struttura
Quella che segue è una sintetica struttura dei primi 2 livelli del torneo.
| Livello | Livello | Serie                      | Serie                      | Serie                      | Serie                      | Serie                      | Serie                      | Serie                      | Serie                      | Serie                      | Serie                      | Serie                      | Serie                      | Serie                      | Serie                      | Serie                      | Serie                      | Serie                      | Serie                      |
| ------- | ------- | -------------------------- | -------------------------- | -------------------------- | -------------------------- | -------------------------- | -------------------------- | -------------------------- | -------------------------- | -------------------------- | -------------------------- | -------------------------- | -------------------------- | -------------------------- | -------------------------- | -------------------------- | -------------------------- | -------------------------- | -------------------------- |
| 1       | 1       | HandbalNL League 6 squadre | HandbalNL League 6 squadre | HandbalNL League 6 squadre | HandbalNL League 6 squadre | HandbalNL League 6 squadre | HandbalNL League 6 squadre | HandbalNL League 6 squadre | HandbalNL League 6 squadre | HandbalNL League 6 squadre | HandbalNL League 6 squadre | HandbalNL League 6 squadre | HandbalNL League 6 squadre | HandbalNL League 6 squadre | HandbalNL League 6 squadre | HandbalNL League 6 squadre | HandbalNL League 6 squadre | HandbalNL League 6 squadre | HandbalNL League 6 squadre |
| 2       | 2       | Eerste Divisie 16 squadre  | Eerste Divisie 16 squadre  | Eerste Divisie 16 squadre  | Eerste Divisie 16 squadre  | Eerste Divisie 16 squadre  | Eerste Divisie 16 squadre  | Eerste Divisie 16 squadre  | Eerste Divisie 16 squadre  | Eerste Divisie 16 squadre  | Eerste Divisie 16 squadre  | Eerste Divisie 16 squadre  | Eerste Divisie 16 squadre  | Eerste Divisie 16 squadre  | Eerste Divisie 16 squadre  | Eerste Divisie 16 squadre  | Eerste Divisie 16 squadre  | Eerste Divisie 16 squadre  | Eerste Divisie 16 squadre  |

### Eredivisie
La HandbalNL League è il massimo campionato maschile e si svolge tra 6 squadre.

Si compone di una stagione regolare in cui i club si affrontano in un girone all'italiana con partite di andata; successivamente viene disputata la finale per il titolo e il play-out per la retrocessione.

La squadra 1ª classificata al termine della stagione è proclamata campione dei Paesi Bassi.

La squadra sconfitta ai play-out retrocede in Eerste Divisie, la seconda divisione del campionato, nella stagione successiva.

## Albo d'oro
| Edizione | Vincitore       |
| -------- | --------------- |
| 1953-54  | Aalsmeer        |
| 1954-55  | PSV             |
| 1955-56  | Olympia Hengelo |
| 1956-57  | Olympia Hengelo |
| 1957-58  | Olympia Hengelo |
| 1958-59  | DES Eindhoven   |
| 1959-60  | Niloc Amsterdam |
| 1960-61  | Niloc Amsterdam |
| 1961-62  | Operatie '55    |
| 1962-63  | Operatie '55    |
| 1963-64  | Operatie '55    |
| 1964-65  | Operatie '55    |
| 1965-66  | Sittardia       |
| 1966-67  | ESCA Arnhem     |
| 1967-68  | Sittardia       |
| 1968-69  | Sittardia       |
| 1969-70  | Sittardia       |
| 1970-71  | Sittardia       |
| 1971-72  | Sittardia       |
| 1972-73  | Sittardia       |
| 1973-74  | Sittardia       |
| 1974-75  | Sittardia       |
| 1975-76  | Sittardia       |
| 1976-77  | Sittardia       |
| 1977-78  | Hermes Den Haag |

| Edizione | Vincitore          |
| -------- | ------------------ |
| 1978-79  | Sittardia          |
| 1979-80  | Blauw-Wit Neerbeek |
| 1980-81  | Blauw-Wit Neerbeek |
| 1981-82  | Vlug en Lenig      |
| 1982-83  | Vlug en Lenig      |
| 1983-84  | Vlug en Lenig      |
| 1984-85  | Aalsmeer           |
| 1985-86  | Vlug en Lenig      |
| 1986-87  | Sittardia          |
| 1987-88  | Blauw-Wit Neerbeek |
| 1988-89  | E&O                |
| 1989-90  | Sittardia          |
| 1990-91  | E&O                |
| 1991-92  | E&O                |
| 1992-93  | Sittardia          |
| 1993-94  | Sittardia          |
| 1994-95  | Aalsmeer           |
| 1995-96  | E&O                |
| 1996-97  | Sittardia          |
| 1997-98  | E&O                |
| 1998-99  | Sittardia          |
| 1999-00  | Aalsmeer           |
| 2000-01  | Aalsmeer           |
| 2001-02  | Vlug en Lenig      |
| 2002-03  | Aalsmeer           |

| Edizione | Vincitore       |
| -------- | --------------- |
| 2003-04  | Aalsmeer        |
| 2004-05  | Kras/Volendam   |
| 2005-06  | Kras/Volendam   |
| 2006-07  | Kras/Volendam   |
| 2007-08  | Hellas Den Haag |
| 2008-09  | Aalsmeer        |
| 2009-10  | Kras/Volendam   |
| 2010-11  | Kras/Volendam   |
| 2011-12  | Kras/Volendam   |
| 2012-13  | Kras/Volendam   |
| 2013-14  | Bevo            |
| 2014-15  | Limburg Lions   |
| 2015-16  | Limburg Lions   |
| 2016-17  | Limburg Lions   |
| 2017-18  | Aalsmeer        |
| 2018-19  | Aalsmeer        |
| 2019-20  | non assegnato   |
| 2020-21  | Aalsmeer        |
| 2021-22  | Aalsmeer        |
| 2022-23  | Limburg Lions   |
| 2023-24  | Aalsmeer        |
| 2024-25  | Aalsmeer        |

## Riepilogo vittorie per club
| Numero | Club               | Anni |
| ------ | ------------------ | --- |
| 18     | Sittardia          | 1965-66, 1967-68, 1968-69, 1969-70, 1970-71, 1971-72, 1972-73, 1973-74, 1974-75, 1975-76 1976-77, 1978-79, 1986-87, 1989-90, 1992-93, 1993-94, 1996-97, 1998-99 |
| 11     | Aalsmeer           | 1953-54, 1984-85, 1994-95, 1999-00, 2000-01, 2002-03, 2003-04, 2008-09, 2017-18, 2018-19, 2020-21, 2021-22, 2023-24, 2024-25                                    |
| 7      | Kras/Volendam      | 2004-05, 2005-06, 2006-07, 2009-10, 2010-11, 2011-12, 2012-13                                                                                                   |
| 5      | Vlug en Lenig      | 1981-82, 1982-83, 1983-84, 1985-86, 2001-02 |
| 5      | E&O                | 1988-89, 1990-91, 1991-92, 1995-96, 1997-98 |
| 4      | Limburg Lions      | 2014-15, 2015-16, 2016-17, 2022-23 |
| 4      | Operatie '55       | 1961-62, 1962-63, 1963-64, 1964-65 |
| 3      | Blauw-Wit Neerbeek | 1979-80, 1980-81, 1987-88 |
| 3      | Olympia Hengelo    | 1955-56, 1956-57, 1957-58 |
| 2      | Niloc Amsterdam    | 1959-60, 1960-61 |
| 1      | Bevo               | 2013-14 |
| 1      | Hellas Den Haag    | 2007-08 |
| 1      | Hermes Den Haag    | 1977-78 |
| 1      | ESCA Arnhem        | 1966-67 |
| 1      | DES Eindhoven      | 1958-59 |
| 1      | PSV                | 1954-55 |